# Tophane
Tophane (pronuncia turca: [tophɑne]) è un quartiere affacciantesi sul Bosforo nel distretto di Beyoğlu di Istanbul, in Turchia. Nell'era ottomana esso era la zona industriale più antica della città.

## Storia
Il nome del luogo derivava dall'arsenale noto come Tophane-i Amire (in Turco ottomano: توپخانه امیری; sign.: arsenale imperiale), che fu costruito durante il regno (1451-1481) del sultano ottomano Maometto II. Il suo scopo principale era la produzione di cannoni e palle di cannone. L'armeria, che può essere vista in un'incisione di Melling (1763-1831), non è sopravvissuta fino ad oggi. Nel 1823, durante l'incendio di Firuz Agha, gli edifici bruciarono, ma furono in seguito ricostruiti. Oltre a questi, durante la ricostruzione fu costruita la Moschea Nusretiye. I più vecchi edifici militari rimasti all'interno di Tophane erano il vecchio quartier generale dello stato maggiore e i capannoni delle industrie. Entrambi furono demoliti nel 1958 a causa di lavori di ampliamento della strada. Al posto delle caserme, tutto ciò che rimane ora è la storica torre dell'orologio e la casa Mecidiye. Il Complesso di Kılıç Ali Pascià a Tophane, costruito dall'ottomano Kapudan-i Derya Kılıç Ali Pasha e progettato dal famoso architetto Mimar Sinan, è una külliye (gruppo di edifici) che comprende una moschea, una madrasa, un hamam, una türbe e una fontana, tutti costruiti tra il 1578 e il 1587. La fontana di Tophane, situata tra la moschea Nusretiye e il complesso di Kılıç Ali Pasha, fu commissionata da Mahmud I e costruita nel 1732.

## Popolazione
In passato, la popolazione prevalente a Tophane era costituita da greci e armeni: tuttavia, dall'inizio del XX secolo una grande quantità di migranti provenienti dall'Anatolia arrivarono alla ricerca di posti di lavoro come operai nei cantieri navali e nelle zone industriali. A causa di questo afflusso di lavoratori migranti, la popolazione turca divenne la maggioranza del quartiere. Migranti arabi da Siirt e migranti di province come Bitlis, Erzincan, Erzurum si sono aggiunti alla popolazione. 

## Attività culturali
L'edificio del Tophane è attualmente utilizzato dalla Mimar Sinan University of Fine Arts. Ogni anno, la prima settimana di marzo, si svolge un ballo tradizionale per commemorare la fondazione della scuola. Attualmente ci sono molti locali di Sisha e bazar americani che aiutano a portare molte persone a Tophane. Anche l'Istanbul Modern, un museo di arte contemporanea fondato nel 2004, si trova a Tophane.

## Galleria d'immagini

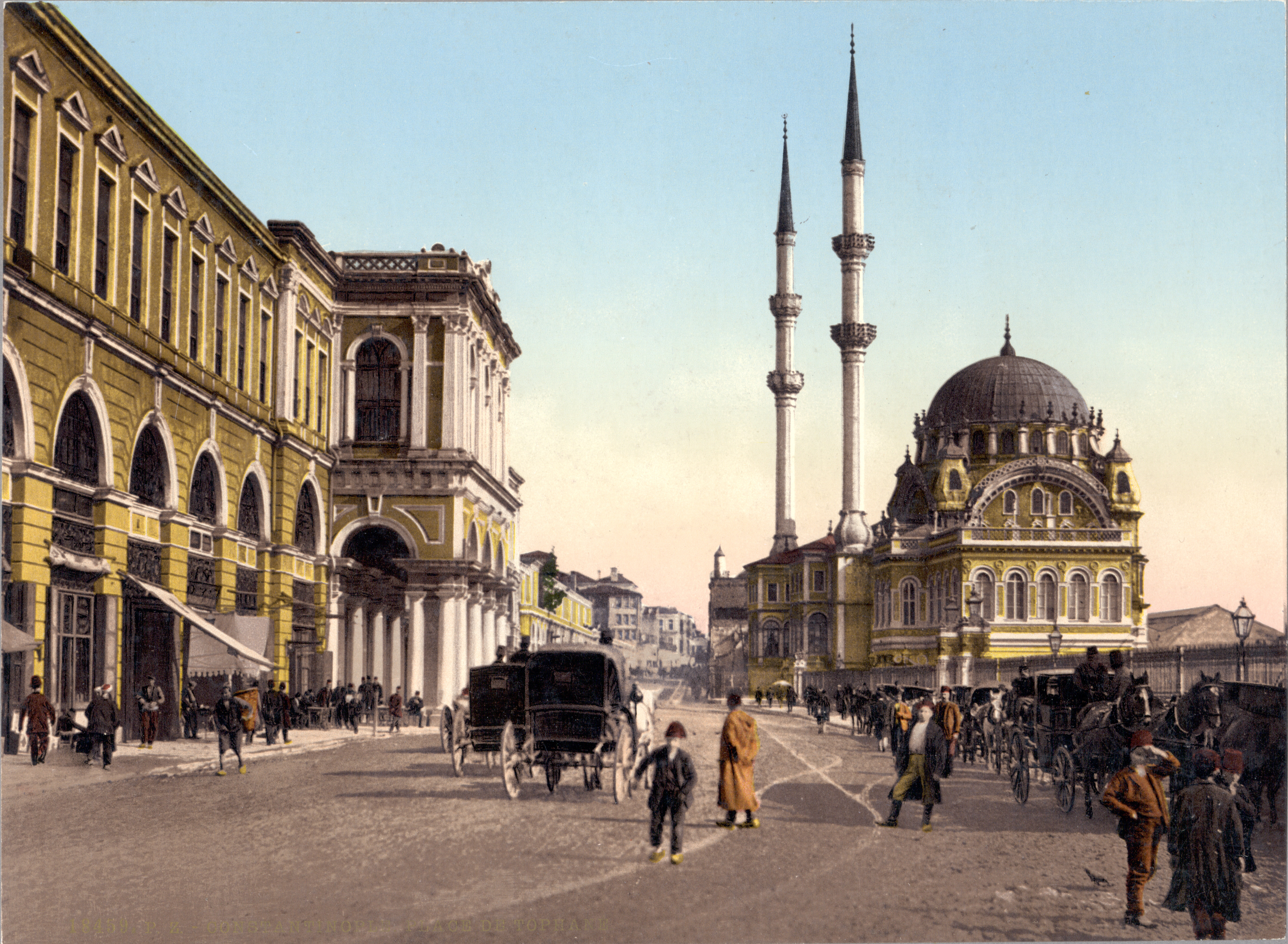
La piazza di Tophane, con le caserme di Tophane sulla sinistra e la Moschea Nusretiye sulla destra, ca. 1890–1900.
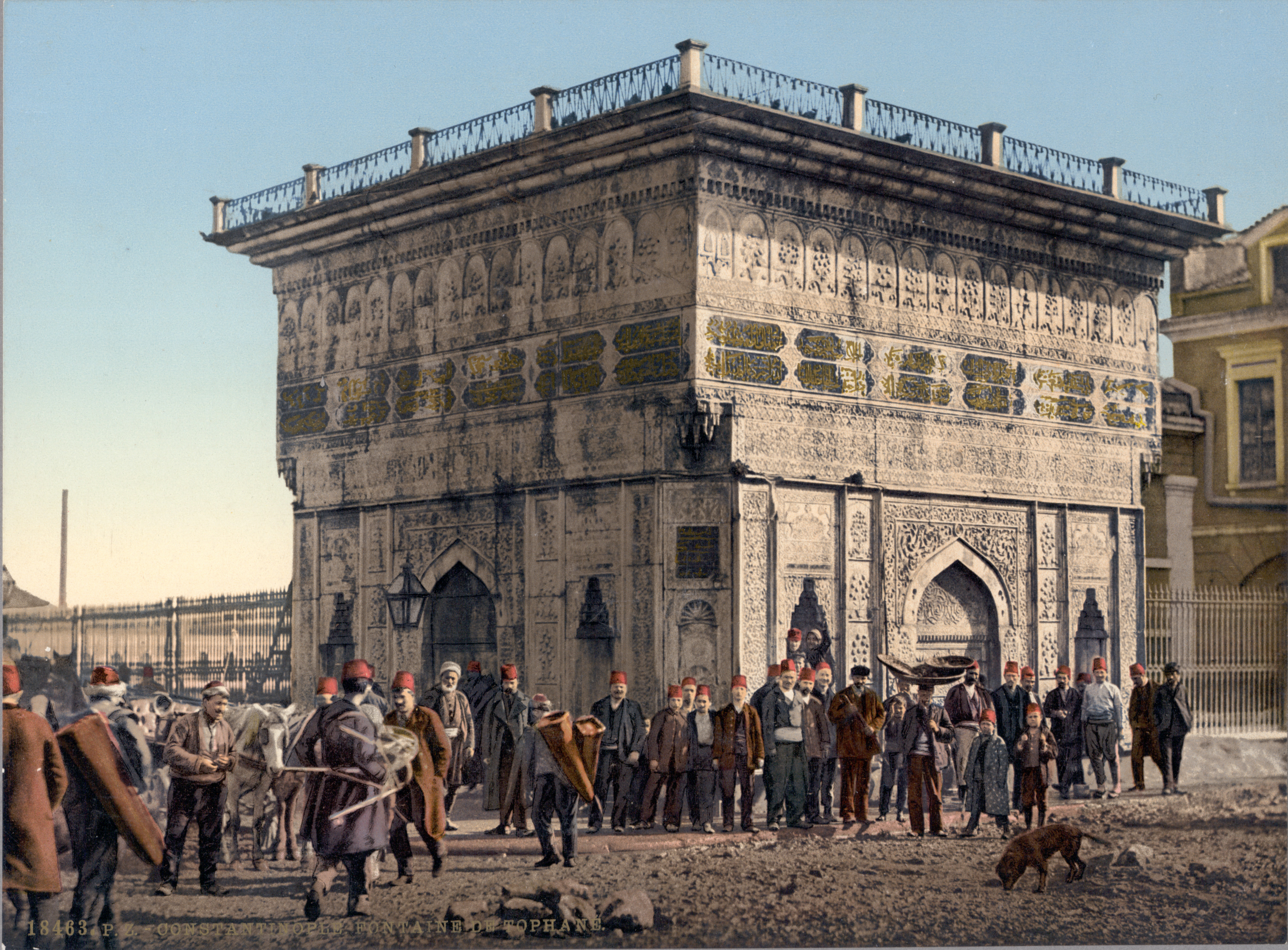
Fontana di Tophane ca. 1890–1900.
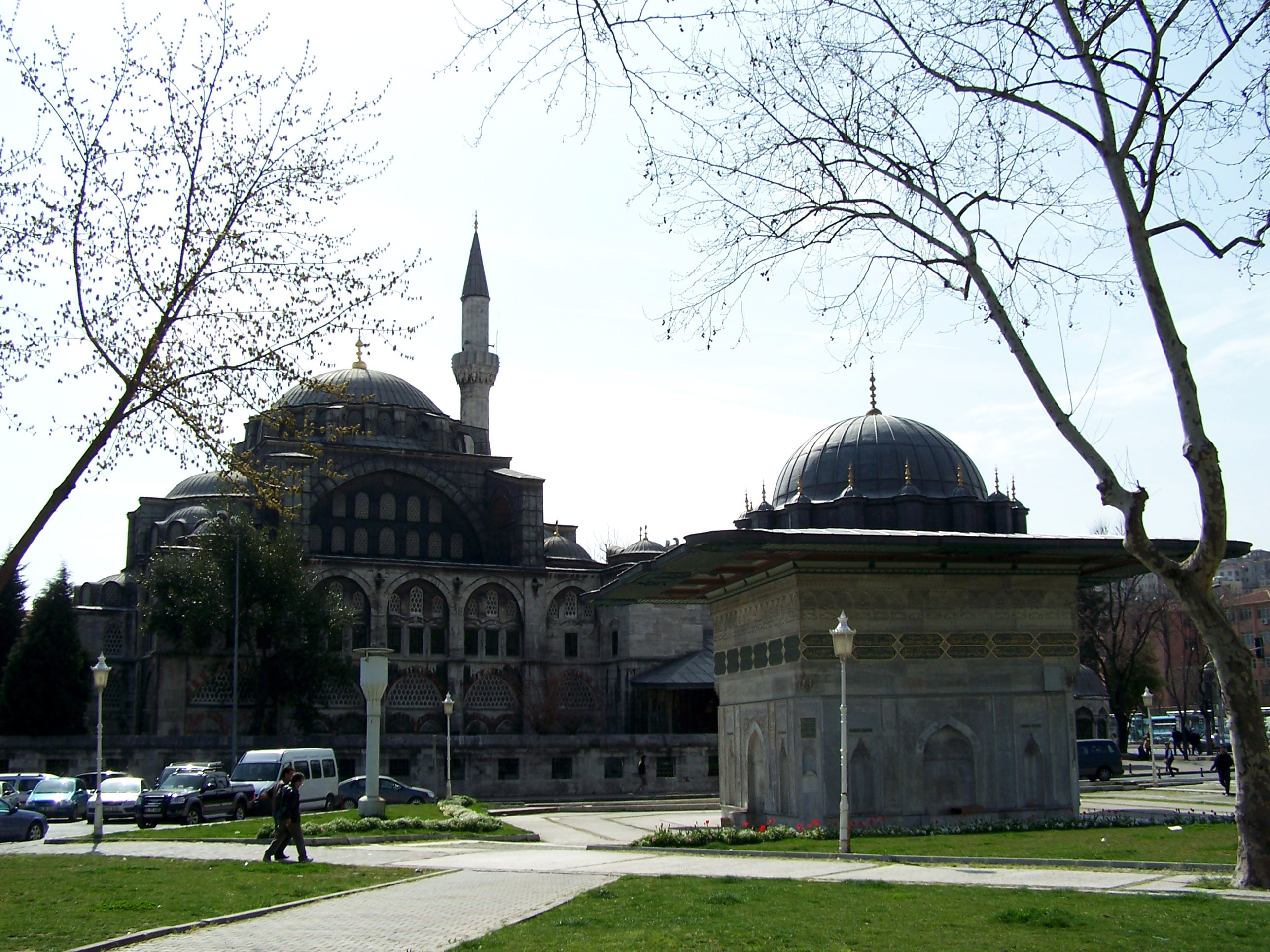
Moschea di Kılıç Ali Pasha e Külliye a Tophane.